# Croton flavispicatus
Espèce
Croton flavispicatus est une espèce de plantes à fleurs du genre Croton et de la famille des Euphorbiaceae, présente au Pérou et en Bolivie.
Il a pour synonymes :
- Cieca peruviana, (Müll.Arg.) Kuntze
- Julocroton paniculatus, Pax et K.Hoffm.
- Julocroton peruvianus, Müll.Arg.
- Julocroton peruvianus var. flavispicatus, (Rusby) Croizat
- Julocroton peruvianus var. typicus, Croizat